# Han Kang
Han Kang (în coreeană 한강; n. 27 noiembrie 1970, Gwangju, Coreea de Sud) este o scriitoare sud-coreeană, laureată a Premiului Nobel pentru Literatură în anul 2024 „pentru proza sa poetică intensă care înfruntă traume istorice și expune fragilitatea vieții omenești”.

## Biografie
Han Kang este fiica scriitorului Han Seung-won (Han Sŭngwon) și s-a născut în Gwangju în 1970, dar a crescut în Seul de la vârsta de unsprezece ani. A studiat literatura coreeană la Universitatea Yonsei din Seul și a absolvit în 1993. Han și-a făcut debutul cu poezii apărute în revista „Literatura și societate” (Munhak-kwa Sahoe), dar în curând a devenit cunoscută ca prozatoare.
În 1994 a câștigat premiul literar al ziarului Seoul Shinmun cu nuvela Red Sail (붉은 닻 Bulgeun Dat). După aceea, ea a scris continuu și a publicat mai multe volume de nuvele.
În 1999 a câștigat un premiu pentru cel mai bun roman coreean, în 2000, „Premiul pentru tinerii artiști de astăzi” al Ministerul Culturii și Turismului și, în final, în 2005, Premiul literar Yi Sang .
De asemenea, a lucrat ca jurnalistă pentru revistele „Water of the Deep Source”, „Journal of Publications” și „Quelle”. Cartea ei Vegetariana a fost transformată într-un film în 2010, iar romanul scurt Baby Buddha a servit drept bază pentru filmul Scar. În prezent, Han predă scriere creativă la Institutul de Arte din Seul.
La 16 mai 2016, ea și traducătoarea ei de engleză, Deborah Smith, au primit premiul internațional Man Booker, pentru romanul ei de debut The Vegetarian (채식주의자) din 2007. Romanul se concentrează pe gospodina sud-coreeană Yeong-hye, care într-o zi decide să mănânce numai alimente vegetariene și scoate toate produsele de origine animală din gospodărie. Rebeliunea ei pasivă capătă proporții din ce în ce mai grotești pe măsură ce începe să se expună în public și visează la o viață ca o plantă, care este întâmpinată cu neînțelegere și rezistență din partea familiei ei. Romanul a fost publicat și în limba romană în 2022 sub titlul Vegetariana. Protagonista este considerată a fi primul personaj feminin în rol de erou byronian.
În 2014, romanul The Boy is Coming (소년 이 온다 Sonyŏn i onda) a fost publicat în Coreea de Sud, relatând zdrobirea violentă a Revoltei de la Gwangju (1980).
În 2018, Han a scris o contribuție la proiectul artistic Future Library al artistei scoțiane Katie Paterson. Este programat să fie publicat în 2114 într-o antologie de 100 de texte. Până atunci, manuscrisul va fi păstrat nepublicat și necitit în Deichmanske bibliotek din Oslo. Contribuția lui Han se intitulează Dear Son, My Beloved.

## Opere

### Coreeană
- 여수의 사랑 Dragoste în Yŏsu, Munhak-kwa chisŏngsa (1995)
- 검은 사슴 Cerbul negru, Munhakdongne (1998)
- 내 여자의 열매 Fructul femeii mele, Ch'angbi (2000)
- 그대의 차가운 손 Mâinile tale reci, Munhak-kwa chisŏngsa (2002)
- 붉은 꽃 이야기 Povestea florii purpurii, Yŏllimwŏn (2003)
- 가만가만 부르는 노래 Cântecul cântat liniștit, Pich'ae (2007) ISBN 978-89-92036-27-6
- 채식주의자 Vegetariana, Ch'angbi (2007) ISBN 978-89-364-3359-8
- 사랑과 사랑을 둘러싼 것들 Dragostea și ceea ce cuprinde, Yŏllimwŏn (2009) ISBN 978-89-7063-369-5
- 희랍어 시간 Timp pentru greacă, Munhakdongne (2011) ISBN 978-89-546-1651-5
- 노랑무늬 영원 Eternul model galben, Munhak-kwa chisŏngsa (2012) ISBN 978-89-320-2353-3
- 회복하는 인간 Recuperarea omenirii, Asia (2013) ISBN 978-89-94006-82-6
- 서랍에 저녁을 넣어 두었다 Seara pusă în sertar, Munhak-kwa chisŏngsa (2013) ISBN 978-89-320-2463-9
- 소년 이 온다 Tânărul vine, Sonyŏn i onda (2014) ISBN 978-89-364-3412-0
- 흰 Alb (2016) ISBN 9788954651134

#### Cărți ilustrate (text)
- 내 이름은 태양꽃 Numele meu este floarea soarelui, Munhakdogne (2002) ISBN 978-89-8281-479-2
- 천둥 꼬마 선녀 번개 꼬마 선녀 Mica zână tunet și mica zână fulger, Munhakdogne Ŏrini (2007) ISBN 978-89-546-0279-2
- 눈물상자 Cutia de lacrimi (2008) ISBN 978-89-546-0581-6

### Traduceri în română
- Vegetariana, traducător Iolanda Prodan, Editura Art, 2016, ISBN 9786067104288
- Disecție, traducător Iolanda Prodan, Editura Art, 2018, ISBN 9786067105179
- Cartea albă, traducător Iolanda Prodan, Editura Art, 2019, ISBN 9786067106145
- Vegetariana, traducător Iolanda Prodan, Editura Art, 2021, ISBN 9786067108361

## Premii
- 1995: Hankook Ilbo
- 1999: Premiul pentru roman corean
- 2000: Premiul pentru tinerii artiști de azi, Ministerul Culturii și Turismului
- 2005: Premiul literar Yi-Sang
- 2010: Literaturpreis Tongni
- 2016: Man Booker International Prize pentru The Vegetarian
- 2017: Premio Malaparte
- 2023: Prix Médicis étranger Impossibles adieux (împreună cu Misericordia de Lídia Jorge)